# Picaflors de pit escarlata
El picaflors de pit escarlata (Prionochilus thoracicus) és un ocell de la família dels diceids (Dicaeidae).

## Hàbitat i distribució
Habita boscos i vegetació secundària de Tailàndia, Malaia, Sumatra, i Borneo.